# Capitosaurus
Capitosaurus is een geslacht van uitgestorven temnospondyle Batrachomorpha (basale 'amfibieën'). Het leefde aan het begin van het Laat-Trias (Carnien, ongeveer 235 miljoen jaar geleden) en zijn fossiele overblijfselen zijn gevonden in Duitsland.

## Naamgeving
Capitosaurus is alleen bekend van een gedeeltelijke schedel, holotype UMO (BSP-BT 14), gevonden in de Benk-zandsteen in Franken (Zuid-Duitsland), voor het eerst beschreven door Georg Graf zu Münster in 1836. De typesoort is Capitosaurus arenaceus. De geslachtsnaam betekent 'kopsauriër', een verwijzing naar de grote kop. De soortaanduiding betekent 'van het zand', een verwijzing naar de Benkerzandsteen. Het fossiel van Capitosaurus bevatte aanvankelijk het achterste deel van de schedel compleet met een otische inkeping (essentieel om de echte verwantschappen van dit dier te begrijpen), maar later ging dit gebied verloren, kennelijk al voordat het in 1840 geïllustreerd werd.

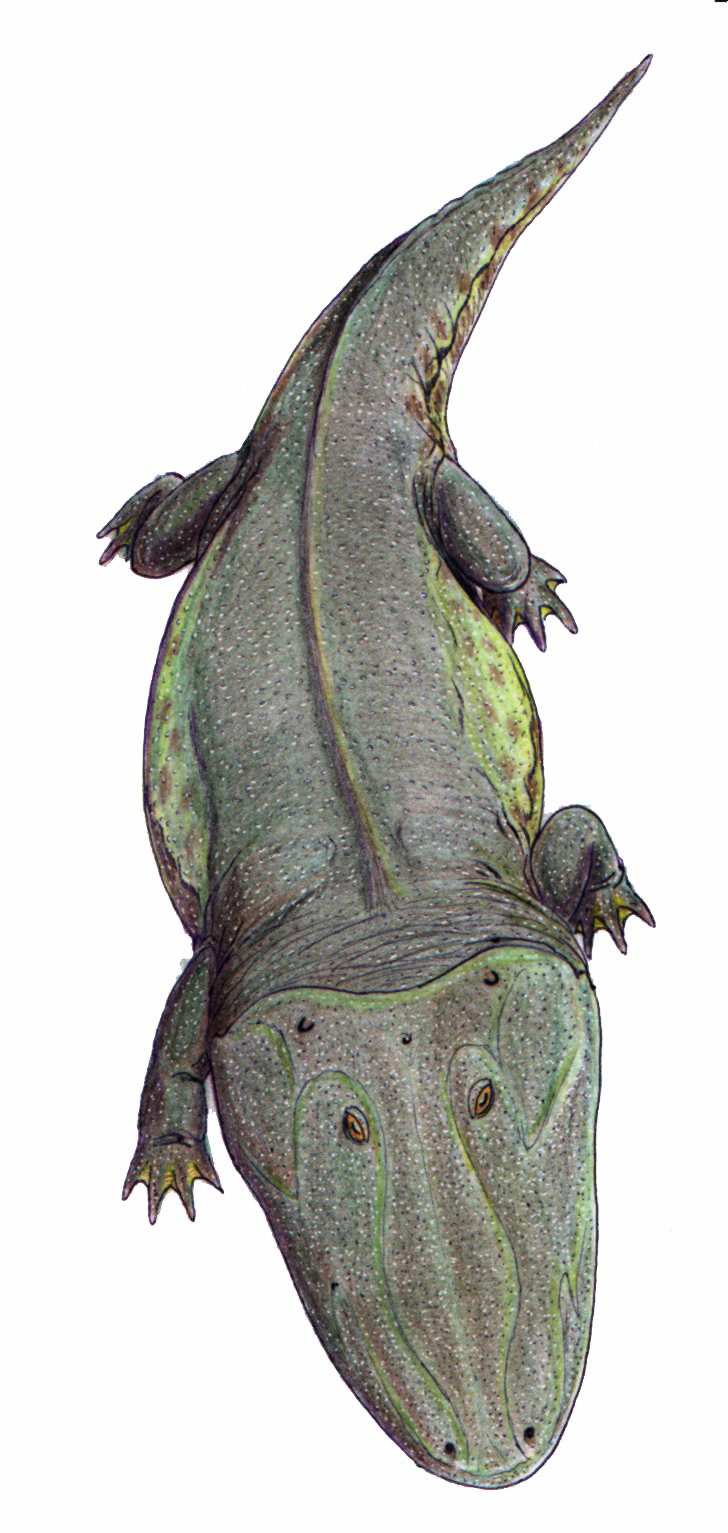
Capitosaurus

Er zijn vele andere soorten toegeschreven aan het geslacht Capitosaurus, die later meestal tot andere geslachten bleken te behoren. Capitosaurus robustus Meyer & Plieninger 1844 werd in 1889 hernoemd tot een Cyclotosaurus robustus. Capitosaurus nasutus Meyer 1858 wordt momenteel beschouwd als de typesoort van Parotosuchus. Capitosaurus fronto Meyer, 1858 is er een jonger synoniem van. Mastodonsaurus silesiacus Kunisch, 1885 werd in 1888 hernoemd tot een Capitosaurus silesiacus maar in 1947 aan Paratosaurus toegewezen. Hetzelfde gebeurde met Capitosaurus helgolandiae Schroeder, 1913. Capitosaurus vaslenensis (Meyer, 1855) Schroeder, 1913 is een nomen vanum. Capitosaurus fürstenbergianus (Meyer, 1847) Schroeder, 1913 is het geslacht Meyerosuchus. Capitosaurus stantonensis Woodward, 1904 is de typesoort van Procyclotosaurus. Capitosaurus africanus Broom, 1909 werd het eigen geslacht Xenotosuchus. Capitosaurus semiclausus Swinton, 1927 is de typesoort van Stenotosaurus. De soort is wel fout gespeld als Capitosaurus subclausus. Wetlugasaurus angustifrons Riabinin, 1930 werd hetzelfde jaar een Capitosaurus angustifrons maar het geslacht wordt nu weer als geldig beschouwd. Capitosaurus volgensis Hartman-Weinberg & Kuzmin, 1936 is er een jonger synoniem van. Capitosaurus bogdoanus Woodward, 1932 hoort wellicht bij Parotosuchus. Capitosaurus haughtoni Broili & Schroeder, 1937 is een jonger synoniem van Kestrosaurus dreyeri Haughton, 1925.
Een soort die nog geen nieuw geslacht heeft gekregen is Capitosaurus polaris Wiman 1914, gevonden op Spitsbergen. Het is wellicht een nomen vanum.

## Beschrijving
Het enige wat over dit dier bekend is, is een gedeeltelijke schedel, alleen aan de voorkant bewaard. Deze was breed en plat, met oogkassen die relatief ver naar achteren in de schedel waren geplaatst. Door vergelijking met andere soortgelijke dieren, zoals Cyclotosaurus, wordt aangenomen dat Capitosaurus een grote 'amfibie' was met een massief lichaam en korte ledematen, meer dan twee meter lang. Uit de eerste beschrijving die Münster er in 1836 van maakte, blijkt dat de schedel op het moment van de ontdekking compleet was en dat het achterste deel bewaard gebleven was. Volgens Münster was de laatste uitgerust met een otische inkeping (een hol gebied in de achterkant van de schedel, dat waarschijnlijk het trommelvlies vasthield) volledig omringd door het squamosum en tabulare. Andere kenmerken van de Capitosaurus-schedel waren de vrij korte en ronde choanae, vergelijkbaar met die van de latere Cyclotosaurus en Kupferzellia.

## Classificatie
Capitosaurus, vanwege de onvolledigheid van de enige beschikbare vondst, werd in 1965 door Welles en Cosgriff als een nomen vanum beschouwd, vermoedelijk maar niet bewijsbaar een exemplaar van Cyclotosaurus, maar recenter onderzoek heeft mogelijke autapomorfieën van Capitosaurus aan het licht gebracht, die het tot een geldig geslacht zouden maken. Schoch vermoedde dat Engelstalige onderzoekers niet in staat waren geweest de oorspronkelijke Duitstalige beschrijving te begrijpen. Daarom wordt Capitosaurus nu beschouwd als een geslacht van temnospondyle amfibieën dat behoort tot de capitosauriden, een bonte groep grote aquatische roofdieren met platte schedels. Capitosaurus wordt beschouwd als een relatief afgeleide vorm, vanwege de veronderstelde gesloten otische inkeping en andere kenmerken die het dichter bij Cyclotosaurus zouden brengen. Het laatste geslacht is echter recenter en wordt niet beschouwd als een synoniem van Capitosaurus, dat op zijn beurt wordt gezien als een intermediair geslacht (ook stratigrafisch) tussen Kupferzellia en Cyclotosaurus (Schoch, 2008). Het deelt het ontbreken van een kam op de onderzijde van het dolkvormig uitsteeksel, en het korte basicranium, met Kupferzellia maar de achteraan nauwe interpterygoïde holten, door een scherpere hoek van de vleugelbeenderen, met Cyclotosaurus.